# Wiesenmacher
Der Wiesenmacher (Wiskenmaker, Wieskemaker) ist ein heute nicht mehr ausgeübter Beruf. Seine Tätigkeit ist am ehesten mit der der heutigen Landschaftsgärtner und -bauer zu vergleichen. Zweck war hauptsächlich Geländeumgestaltung für landwirtschaftliche Nutzung.

## Beschreibung
Die Wiesenmacher waren vom Mittelalter bis in die Neuzeit Menschen, die vor allem im Ravensberger Land, aber auch in anderen Gegenden im Osten des westfälischen Kulturraums feuchte Kerbtäler (sogenannte Sieke) durch Bodenarbeiten für die landwirtschaftliche Nutzung urbar machten. So schufen sie unter anderem durch Abbruch der scharfen Geländekanten der Sieke zusätzlich Weidegrund und Ackerland. Beides war in der wegen seiner fruchtbaren Lößböden schon damals dicht besiedelten Gegend knapp geworden. Ihre Situation ist vergleichbar mit der der Lippischen Ziegler die ebenso in ihrer Heimat kein Auskommen für sich und ihre Familien fanden und deshalb als Wanderarbeiter tätig waren.

## Wirkungsbereich
Auch für den Norddeutschen Raum gibt es Hinweise auf ihre Tätigkeit: Aus Sudenburg und Oldendorf begeben sich schon seit Jahren mit Eintritt des Frühlings viele hundert sogenannte Wiesenmacher in alle Theile von Europa, namentlich nach Preußen in die Mark, nach Schlesien, Polen und Rußland, um dergleichen Wiesen anzulegen ... Am gleichen Orte ist zu lesen, dass von ihnen beispielsweise um 1840 bei Gifhorn 14000 Morgen bewässerte Rieselwiesen angelegt wurden. Für die Nutzung wird als ein Beispiel auf die Bienenzucht verwiesen.